# Sakura (queso)
El sakura (en japonés, 桜チーズ, Sakura Chīzu; lit. «queso flor de cerezo») es un queso muy popular en la cocina japonesa, elaborado en la Prefectura de Hokkaidō (Japón). Es un queso de sabor suave de textura cremosa y de color blanco, se suele decorar finamente con hojas de cereza procedentes de las montañas.

## Características
Tiene como distinción haber ganado la medalla de oro en las Olimpiadas de Quesos de Montaña en Appenzell, Suiza en la categoría de "quesos suaves".

## Usos
Puede cocinarse con salmón, arroz, fideos y envuelto con mochi.